# Climocella prestoni
Climocella prestoni är en snäckart som först beskrevs av William Henry Sykes 1895.  Climocella prestoni ingår i släktet Climocella och familjen Charopidae. Inga underarter finns listade i Catalogue of Life.